# Kämpande visenter
Kämpande visenter (ryska: Борющиеся зубры, Boryushchiyesya Zubry, tyska:• Kämpfende Wisente), är en bronsskulptur av August Gaul i Kaliningrad i Ryssland.
Kämpande visenter restes i november 1912 i dåvarande Königsberg i Ostpreussen. Den avbildar i fullformat två visenttjurar i kamp mot varandra. Vatten strålar från skulpturens fundament ned i en rektangulär bassäng framför skulpturen.
Ursprungligen var skulpturen tänkt att installeras vid i Fürstbischöfliches Schloss i Münster i Westfalen, men i stället kom den genom den preussiske kulturministerns försorg att hamna i Königsberg för att försköna fontänen framför Oberlandesgerichts nya domstolsbyggnad vid Steindammporten. Efter att ha lyckats överleva andra världskriget, flyttades skulpturen till Kaliningrads Zoo på 1950-talet. Den flyttades i början av 1970-talet tillbaka sin tidigare plats mellan Ulitsa Grekova och Prospekt Mira (Fredsavenyn).
Byggnaden i skulpturens närhet, som tidigare inrymde domstolslokaler, blev 1959 huvudbyggnad för Kaliningrads tekniska universitet.

## Bildgalleri

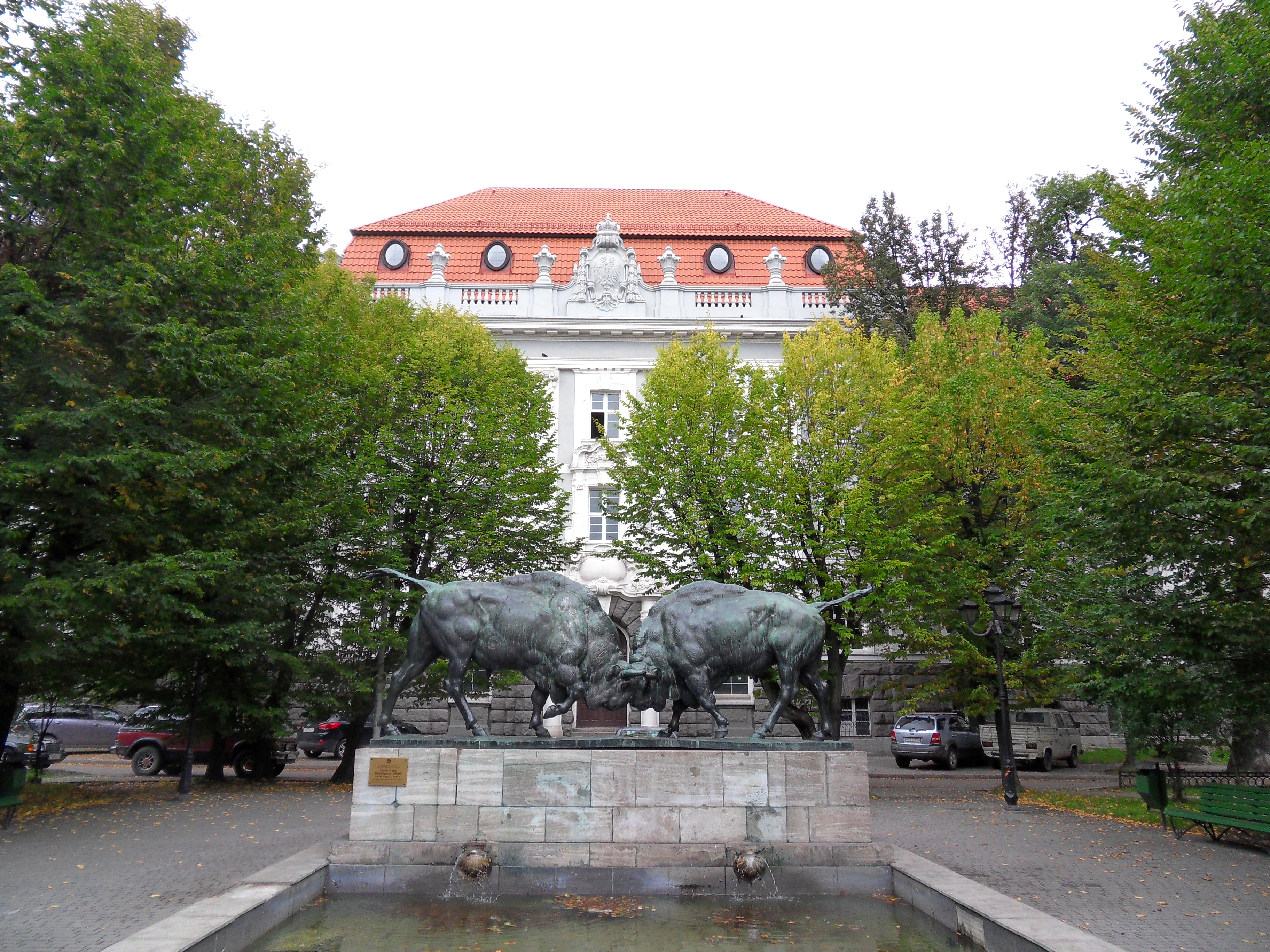
Kämpande visenter, med omgivning.
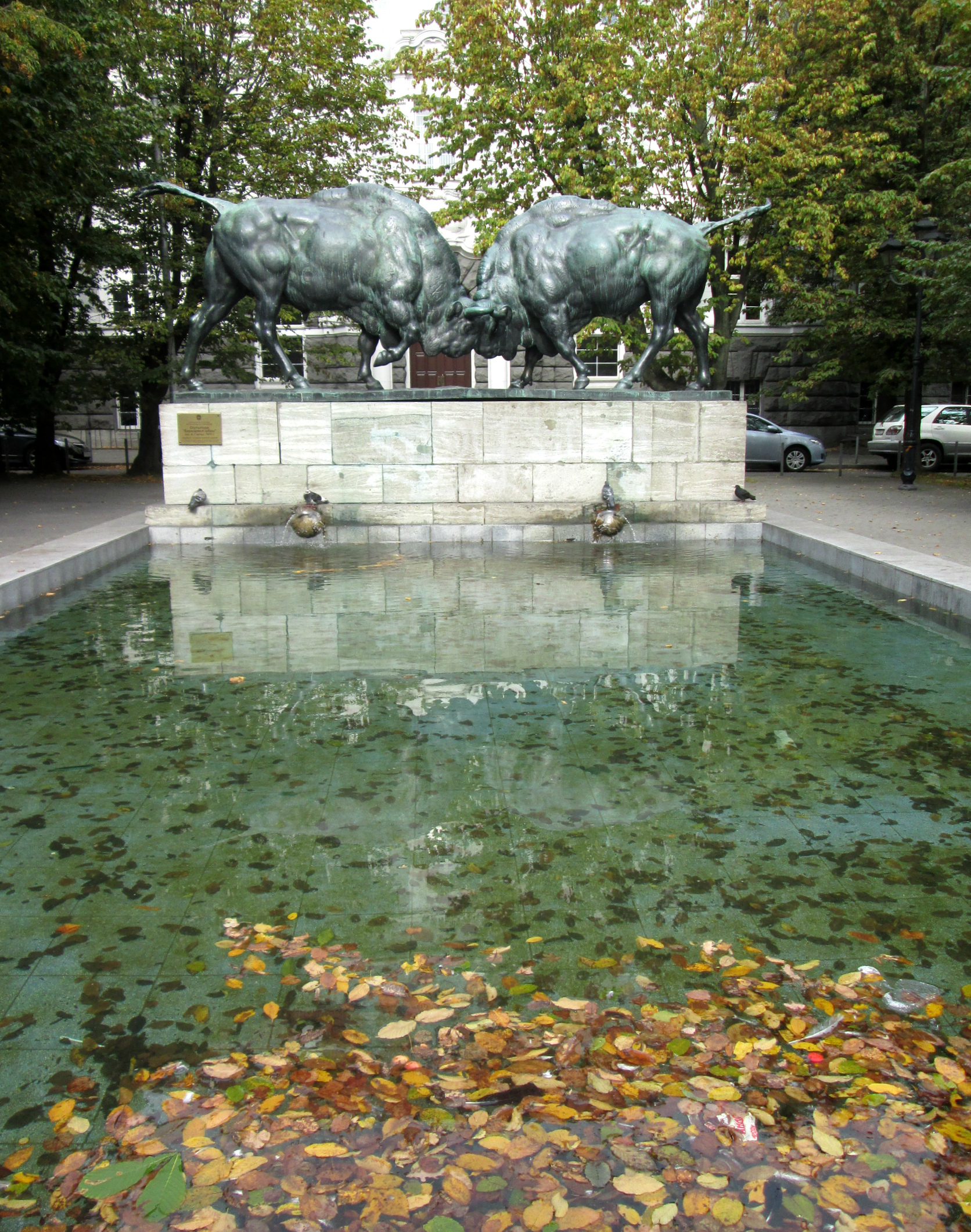
Skulpturen med bassängen framför.
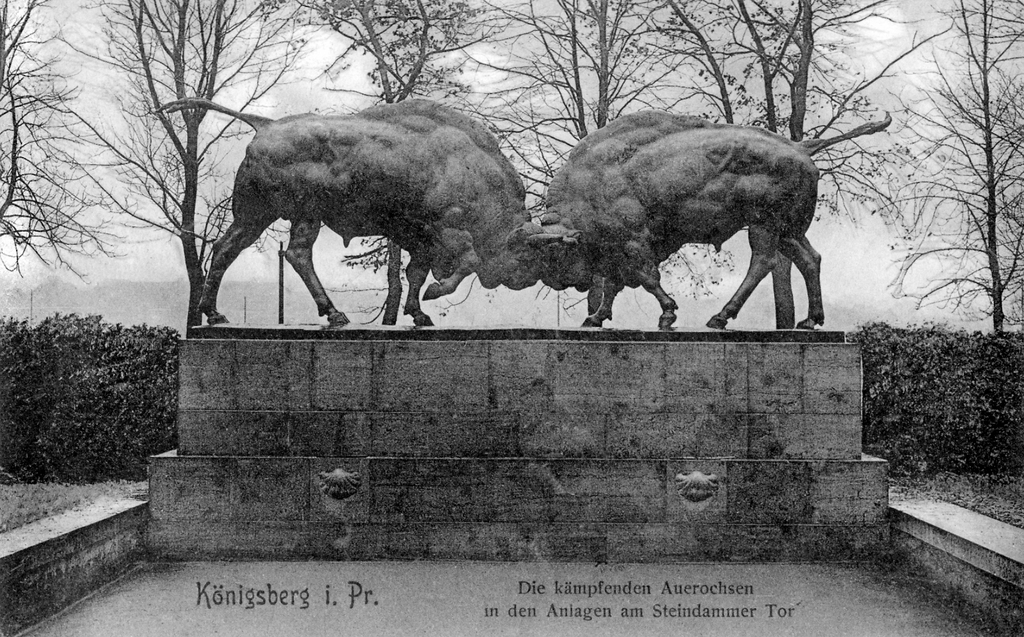
Kämpande visenter, vykort från 1912.